# Corythornis cristatus
Il martin pescatore malachite (Corythornis cristatus (Pallas, 1764)) è un uccello della famiglia Alcedinidae, diffuso nell'Africa subsahariana.

## Distribuzione e habitat
La specie ha un ampio areale che comprende: Angola, Benin, Botswana, Burkina Faso, Burundi, Camerun, Repubblica Centrafricana, Ciad, Repubblica del Congo, Repubblica Democratica del Congo, Costa d'Avorio, Gibuti, Guinea Equatoriale, Eritrea, Etiopia, Gabon, Gambia, Ghana, Guinea, Guinea-Bissau, Kenya, Lesotho, Liberia, Malawi, Mali, Mauritania, Mozambico, Namibia, Niger, Nigeria, Ruanda, Senegal, Sierra Leone, Somalia, Sudafrica, Sud Sudan, Sudan, Swaziland, Tanzania, Togo, Uganda, Yemen, Zambia e Zimbabwe.